# Melipotis imparallela
Melipotis imparallela är en fjärilsart som beskrevs av Achille Guenée 1852. Melipotis imparallela ingår i släktet Melipotis och familjen nattflyn. Inga underarter finns listade i Catalogue of Life.